# Stenkyrka kyrka, Bohuslän
Stenkyrka kyrka är en kyrkobyggnad i Tjörns kommun. Den tillhör Stenkyrka församling, Göteborgs stift.

## Kyrkobyggnaden
Nuvarande kyrka uppfördes 1843 i en bohuslänskt förenklad Karl Johansstil av Sandhultsbyggmästarna Andreas Persson och Peter Pettersson efter ritningar av Johan Carlberg. Den är 41 meter lång och 17 meter bred. Den tidigare kyrkan från 1200-talet revs för att ge plats åt den nya. 
Kyrkan har ett långsträckt långhus, ett tresidigt avslutat kor och vidbyggt torn i väster med plattavslutad spira.

## Inventarier

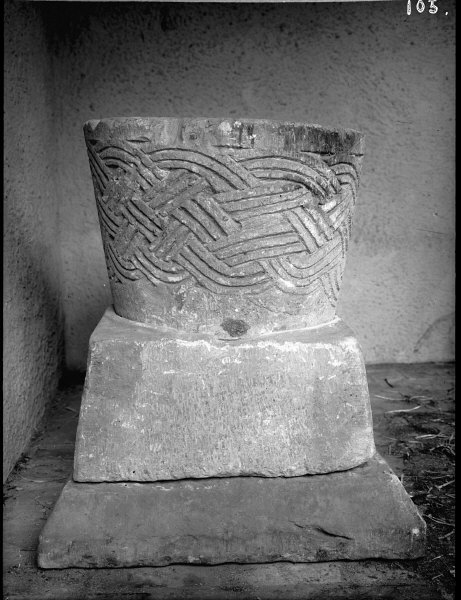
Dopfunten.

Dopfunt av täljsten från 1100-talet i två delar. Höjd: 70 cm. Cuppan är rund och karformad samt skrånande nedåt. Den är försedd med dekorativa flätmönster. Foten är en odekorerad plint. Uttömningshålet är placerat något åt sidan. Funten tillhör en grupp som är tillverkade av mästarna Sven och Torbjörn. Den är välbevarad utan skador.
- Altare av trä från slutet av 1800-talet, där altarprydnaden utgörs av ett fristående kors med törnekrona och bakom den en marmorerad tavla som symboliserar Jesu gravsten.
- Predikstolen av trä med skulpterade figurer, tros vara från medeltidskyrkan. Över predikstolen finns en baldakin med förgyllt kors.
- Nattvardskalken i silver är daterad 1706, liksom patenen.

### Klocka
Lillklockan är en av Bohusläns äldsta och av en typ, som liknar den till 1228 daterade klockan i Saleby kyrka.

### Orgel
Orgeln från Hammarbergs Orgelbyggeri AB installerades 1962. Den har tjugo stämmor fördelade på två manualer och pedal. Fasaden är ljudande.